# Färöischer Fußballpokal der Frauen 1999
Der Färöische Fußballpokal der Frauen 1999 fand zwischen dem 5. April und 4. Juli 1999 statt und wurde zum zehnten Mal ausgespielt. Im Endspiel, welches im Gundadalur-Stadion in Tórshavn auf Kunstrasen ausgetragen wurde, siegte Titelverteidiger HB Tórshavn mit 4:3 nach Verlängerung gegen KÍ Klaksvík.
HB Tórshavn und KÍ Klaksvík belegten in der Meisterschaft die Plätze eins und vier, dadurch erreichte HB Tórshavn das Double. Für HB Tórshavn war es der vierte Sieg bei der fünften Finalteilnahme, für KÍ Klaksvík die dritte Niederlage bei der dritten Finalteilnahme.

## Teilnehmer
Teilnahmeberechtigt waren folgende elf A-Mannschaften der ersten und zweiten Liga:
| 1. Deild                                                          | 2. Deild                                         |
| B36 Tórshavn EB Eiði HB Tórshavn KÍ Klaksvík LÍF Leirvík VB Vágur | B71 Sandur GÍ Gøta NSÍ Runavík SÍ Sumba Skála ÍF |

## Modus
Die Gruppenphase wurde wieder abgeschafft und nur noch im K.-o.-System gespielt. Sämtliche Erstligisten bis auf Aufsteiger VB Vágur waren für das Viertelfinale gesetzt. Die verbliebenen Mannschaften spielten in einer Runde die restlichen drei Teilnehmer aus.

## 1. Runde
Die Partien der 1. Runde fanden zwischen dem 5. und 18. April statt.
|          | Ergebnis                            |             |
| -------- | ----------------------------------- | ----------- |
| Skála ÍF | 1:3 (1:2)                           | GÍ Gøta     |
| VB Vágur | 1w/o 1                              | NSÍ Runavík |
| SÍ Sumba | 22:2 n. V. (2:2, 0:1) 2 (4:5 i. E.) | B71 Sandur  |

## Viertelfinale
Die Viertelfinalpartien fanden zwischen dem 11. und 22. April statt.
|              | Ergebnis     |            |
| ------------ | ------------ | ---------- |
| KÍ Klaksvík  | 1w/o 1       | EB Eiði    |
| LÍF Leirvík  | 2:1 (1:0)    | GÍ Gøta    |
| B36 Tórshavn | 24:2 (2:0) 2 | VB Vágur   |
| HB Tórshavn  | 32:0 (2:0) 3 | B71 Sandur |

## Halbfinale
Die Hinspiele im Halbfinale fanden am 22. und 25. April statt, die Rückspiele am 2. Mai.
|              | Gesamt |             | Hinspiel     | Rückspiel    |
| ------------ | ------ | ----------- | ------------ | ------------ |
| LÍF Leirvík  | 1:3    | KÍ Klaksvík | 11:0 (1:0) 1 | 20:3 (0:3) 2 |
| B36 Tórshavn | 4:5    | HB Tórshavn | 33:1 (2:0) 3 | 11:4 (0:2) 1 |

## Finale
Das Spiel sollte ursprünglich am 3. Juli ausgetragen werden, wurde jedoch auf den 4. Juli verschoben.
| Paarung        | HB Tórshavn – KÍ Klaksvík |
| Ergebnis       | 4:3 n. V. (3:3, 1:1) |
| Datum          | 4. Juli 1999 |
| Stadion        | Gundadalur, Tórshavn |
| Schiedsrichter | Sune Johansen (Sandavágur) |
| Tore           | 1:0 Eyðfríð Kristiansen (40.) 1:1 Malena Josephsen (45.) 2:1 Helga Ellingsgaard (50.) 3:1 Eyðvør úr Dímun (54.) 3:2 Malena Josephsen (65.) 3:3 Rannvá B. Andreasen (75.) 4:3 Eyðvør úr Dímun (100.)                                                               |
| HB Tórshavn    | Ata Høgnadóttir – Heidi Neshamar, Liljan av Fløtum Petersen, Eyðvør Thomsen – Gunn Sloan Müller (46. Teresa S. Johnsson), Silja á Borg Færø, Maria Schantz Johnsson, Annika Godtfred – Eyðfríð Kristiansen, Helga Ellingsgaard, Eyðvør úr Dímun                   |
| KÍ Klaksvík    | Birgit Thomsen – Annelisa Justesen, Ann Olsen (103. Elsa Maria Simonsen), Jóhanna á Bergi, Ragna B. Patawary, Malena Josephsen (73. Maria Jacobsen), Rannvá B. Andreasen, Birgit Ryan, Paula Mikkelsen, Margit Gaard Joensen (76. Jensa Sirdal), Vivian Bjartalíð |
| Gelbe Karten   | keine – Malena Josephsen, Margit Gaard Joensen, Rannvá B. Andreasen |

## Torschützenliste
Bei gleicher Anzahl von Treffern sind die Spielerinnen nach dem Nachnamen alphabetisch geordnet.
| Platz | Spieler             | Verein       | Tore |
| ----- | ------------------- | ------------ | ---- |
| 1     | Eyðvør úr Dímun     | HB Tórshavn  | 03   |
| 1     | Annika Godtfred     | HB Tórshavn  | 03   |
| 1     | Sólvá Joensen       | B36 Tórshavn | 03   |
| 1     | Eyðfríð Kristiansen | HB Tórshavn  | 03   |
| 5     | Rakul N. Joensen    | B36 Tórshavn | 02   |
| 5     | Malena Josephsen    | KÍ Klaksvík  | 02   |
| 5     | Hansa Mikkelsen     | GÍ Gøta      | 02   |